# Rödhuvad malimbe
Rödhuvad malimbe (Malimbus rubricollis) är en fågel i familjen vävare inom ordningen tättingar. Den förekommer i skogar i västra och centrala Afrika. Beståndet anses vara livskraftigt.

## Utseende och läte
Rödhuvad malimbe är en slående vävare i svart och rött. Hanen är svart med rött från pannan till övre delen av ryggen. Honan liknar hanen men är svart från pannan till hjässans mitt. Ungfågeln liknar honan, med ljusare näbb och brun panna. Bland lätena hörs visslingar som ökar i hastighet till fräsande toner.

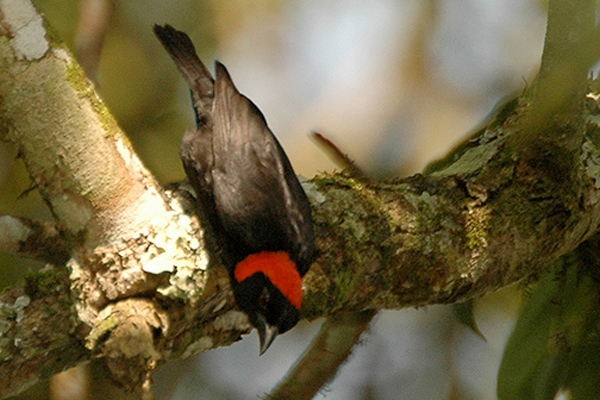
Rödhuvad malimbe i Uganda.

## Utbredning och systematik
Rödhuvad malimbe förekommer i västra och centrala Afrika. Den delas in i sex underarter med följande utbredning:
- Malimbus rubricollis bartletti – västra Guinea till Togo
- Malimbus rubricollis nigeriae – Benin till södra Nigeria (östra Nigerdeltat)
- Malimbus rubricollis rubricollis – sydöstra Nigeria till Kongoflodens sänka och Angola (Cabinda)
- Malimbus rubricollis centralis – östra Kongo-Kinshasa, Uganda och västra Kenya
- Malimbus rubricollis rufovelatus – Bioko i Guineabukten
- Malimbus rubricollis praedi – Angola (Uíge, Cuanza Norte och Cuanza Sul)

Underarten centralis inkluderas ofta i nominatformen.

## Levnadssätt
Rödhuvad malimbe är en vanlig fågel i låglänta skogar, både ursprungliga och igenväxande, men även i odlingsbygd och ibland i trädgårdar. Den födosöker likt en nötväcka i par och smågrupper, ofta hängande upp och ner från grenar.

## Status
Arten har ett stort utbredningsområde och beståndet anses stabilt. Internationella naturvårdsunionen IUCN listar den därför som livskraftig (LC).